# José Àngel Llamas
Pour les articles homonymes, voir Llamas.
José Àngel Llamas Olmos, né le 13 octobre 1966 à Mexico, est un acteur de telenovela mexicain. 

## Biographie
Marié le 29 août 2004 avec l'actrice vénézuélienne Mara Croatto, il a un fils, Raphaël. Il travaille actuellement pour la chaîne de télévision mexicaine TV Azteca.

## Filmographie

### Telenovelas
- 1996 : Nada personal : Luis Mario Gomez
- 1998 : Buenos para nada
- 1998 : Tentaciones
- 1998 : El Amor de mi Vida
- 2000 : Domingo Azteca
- 2000 : Háblame de amor
- 2002 : Protagonistas de Novela
- 2002 : Cara o cruz
- 2002 : Vivir así
- 2002 : La Venganza : Luis Miguel Ariza
- 2003 : Amor descarado : Rudolfo et Rodolfo
- 2004 : Protagonistas de la fama VIP
- 2005 : La ley del silencio
- 2005 : Cœur brisé (Corazón Partido) : Adrian
- 2006 : Lotería
- 2008 : Amor comprado : Willy
- 2008 : Vivir sin ti
- 2009 : Alma Indomable : Juan Pablo Robles
- 2009 : Mujer comprada : Miguel Angel Diaz
- 2010 : Prófugas del Destino : Jose Luis Bermudez